# Muzea w Poznaniu

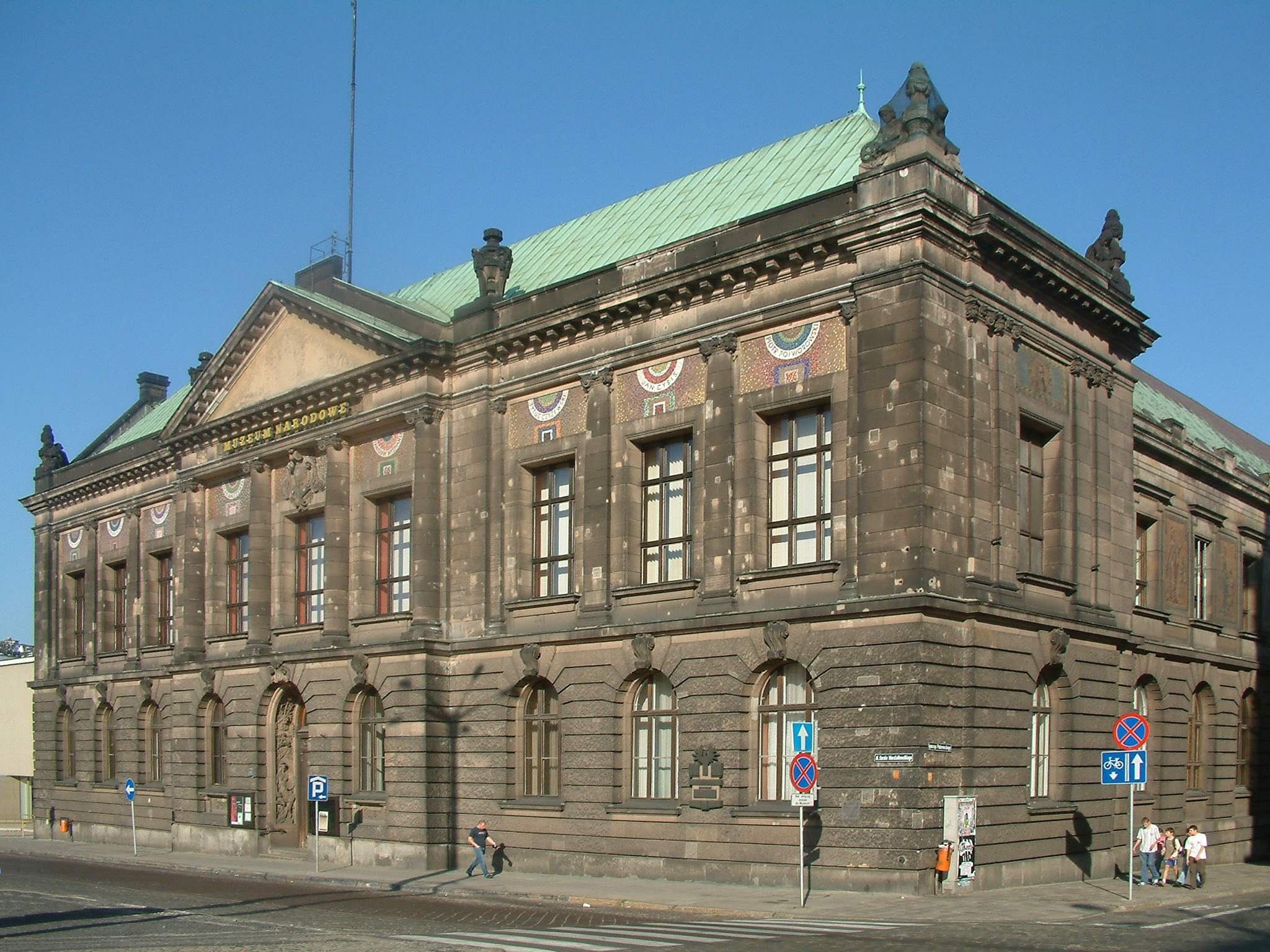
Muzeum Narodowe w Poznaniu (gmach główny)

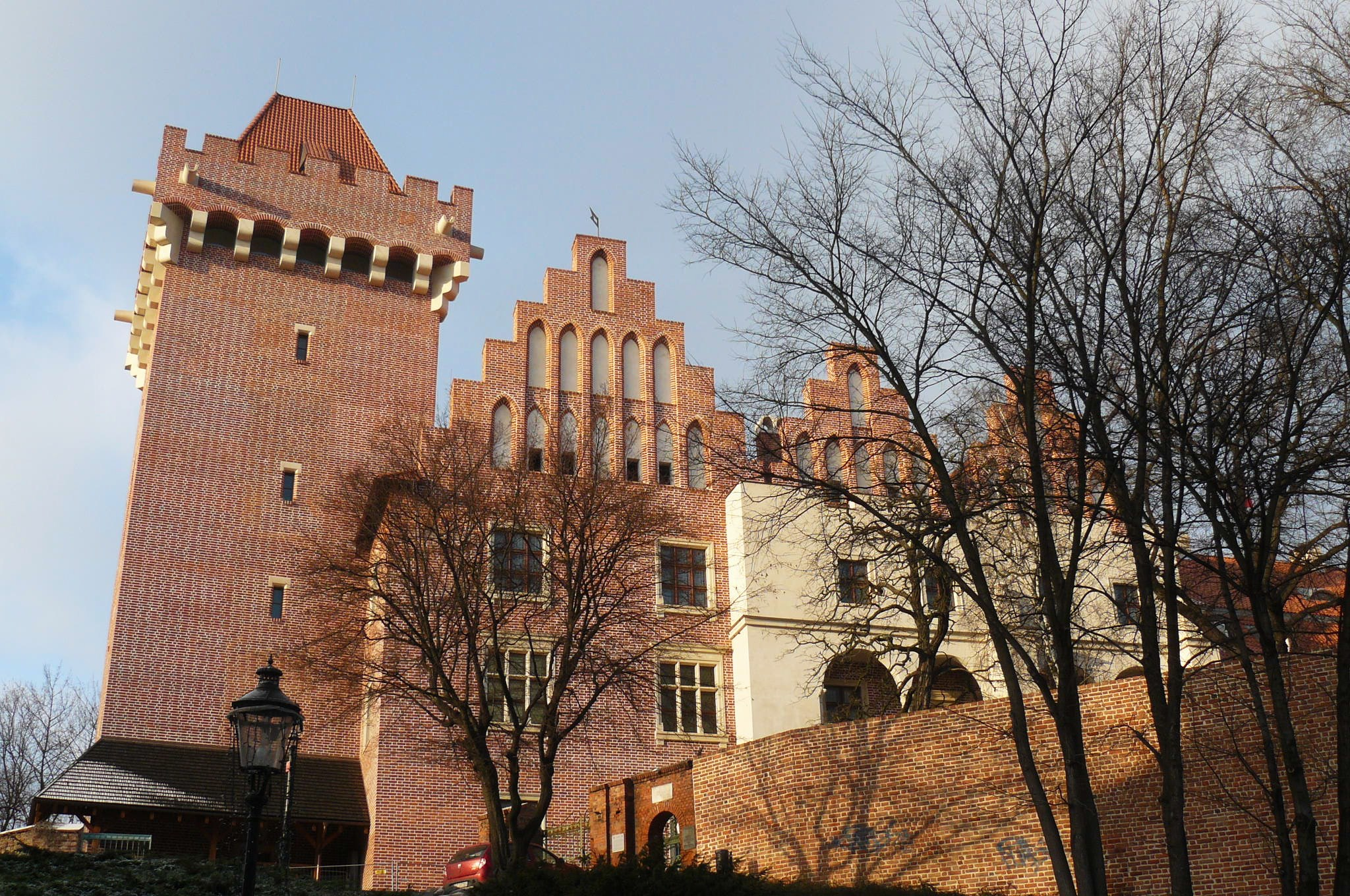
Muzeum Sztuk Użytkowych w Zamku Królewskim w Poznaniu

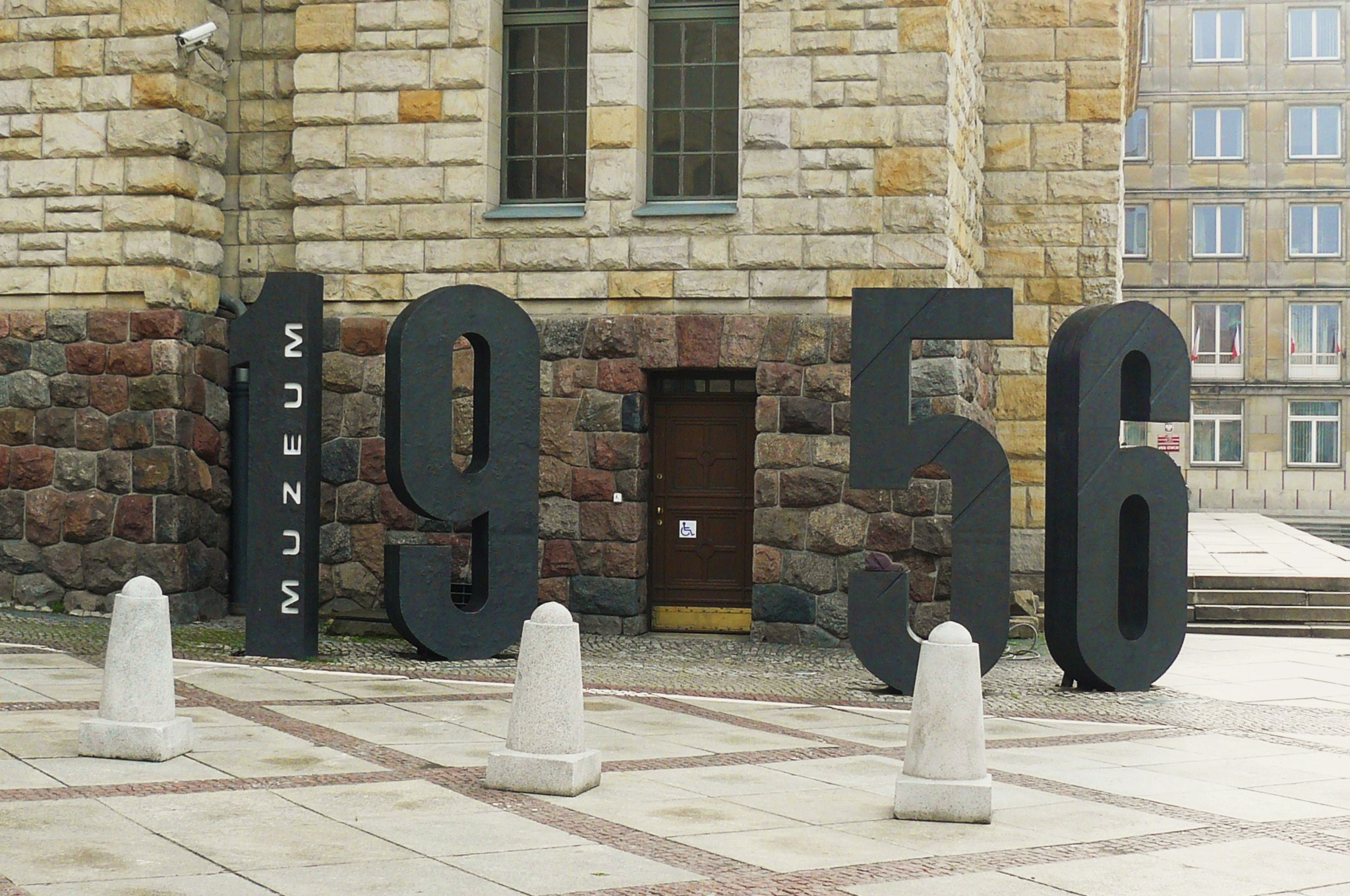
Muzeum Powstania Poznańskiego – Czerwiec 1956

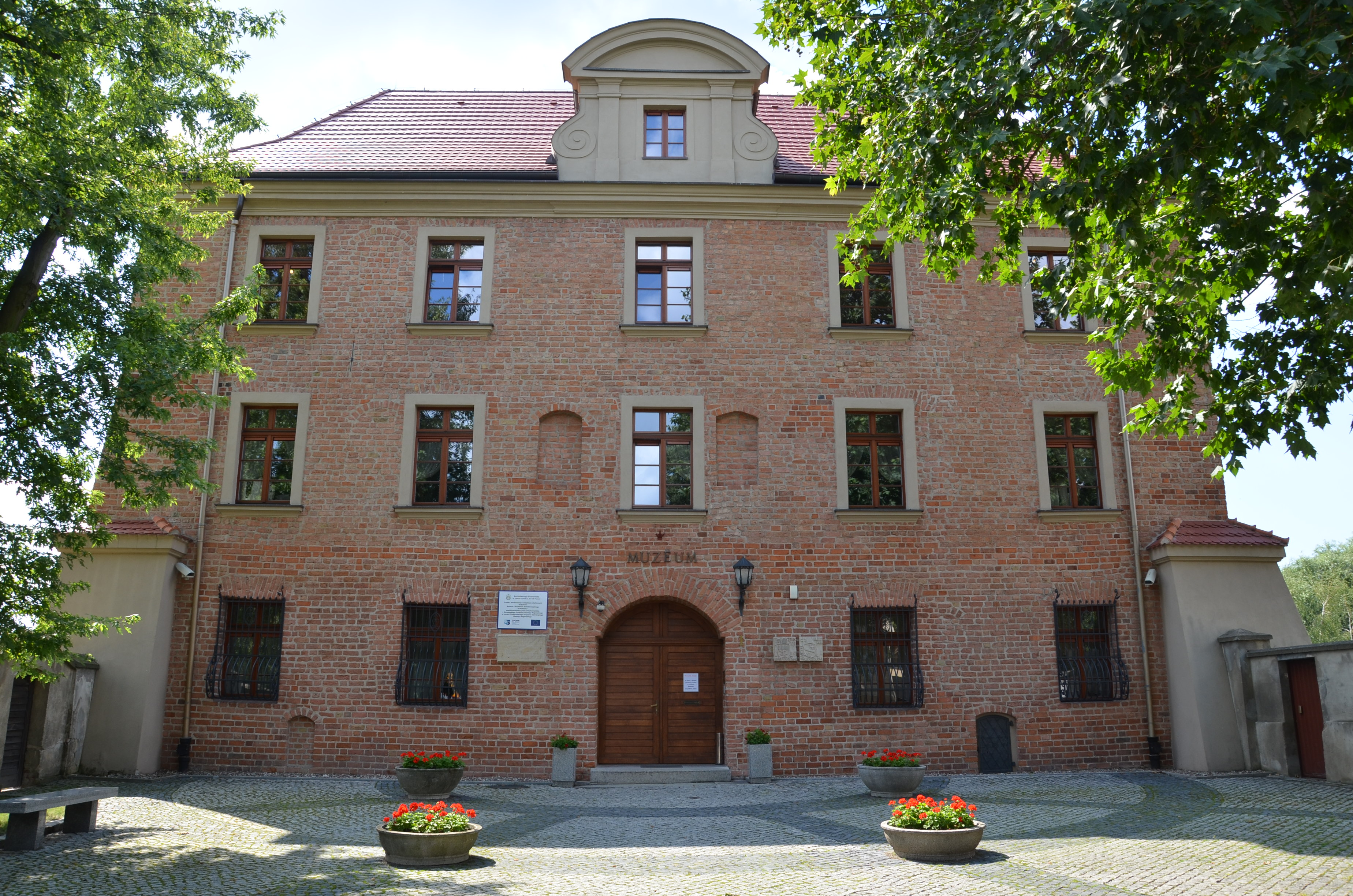
Akademia Lubrańskiego, obecnie Muzeum Archidiecezjalne

Muzea w Poznaniu – na terenie Poznania funkcjonuje kilkanaście muzeów oraz placówek o charakterze muzealnym.

## Muzea rejestrowane
Do muzeów wpisanych do Państwowego Rejestru Muzeów, prowadzonego przez ministra właściwego do spraw kultury i ochrony dziedzictwa narodowego, zgodnie z art. 13 ustawy z dnia 21 listopada 1996 r. o muzeach należą:
- Muzeum Narodowe w Poznaniu z gmachem głównym (dawniej Galerią Malarstwa i Rzeźby) oraz oddziałami:
  - Muzeum Etnograficzne
  - Muzeum Historii Miasta Poznania
  - Muzeum Instrumentów Muzycznych
  - Muzeum Sztuk Użytkowych
  - Wielkopolskie Muzeum Wojskowe
- Muzeum Archeologiczne w Poznaniu (Pałac Górków)
  - Rezerwat Archeologiczny Genius Loci na Ostrowie Tumskim
- Muzeum Broni Pancernej – oddział Muzeum Wojska Polskiego w Warszawie

## Muzea ujęte w wykazie muzeów
Do muzeów wpisanych do wykazu muzeów, prowadzonego przez ministra właściwego do spraw kultury i ochrony dziedzictwa narodowego, zgodnie z art. 5b ustawy z dnia 21 listopada 1996 r. o muzeach należą:
- Wielkopolskie Muzeum Niepodległości z oddziałami:
  - Muzeum Armii Poznań
  - Muzeum Martyrologii Wielkopolan – Fort VII
  - Muzeum Powstania Wielkopolskiego 1918–1919
  - Muzeum Uzbrojenia
  - Muzeum Powstania Poznańskiego – Czerwiec 1956
  - ponadto muzeum udostępnia Przeciwatomowy Schron dla Władz Miasta Poznania
- Muzeum Bambrów Poznańskich
- Muzeum Historii Ubioru

## Muzea łączone z instytucjami kultury
Do muzeów łączonych z innymi instytucjami kultury, zgodnie z art. 5a ustawy z dnia 21 listopada 1996 r. o muzeach należą:
- oddziały Biblioteki Raczyńskich:
  - Mieszkanie-Pracownia Kazimiery Iłłakowiczówny
  - Muzeum Literackie Henryka Sienkiewicza
  - Pracownia-Muzeum Józefa Ignacego Kraszewskiego
  - Izba Pamięci Jerzego Pertka[2]

## Muzea kościelne
Do muzeów kościelnych należą:
- Muzeum Archidiecezjalne w Poznaniu
- Muzeum Prowincji św. Franciszka z Asyżu w Poznaniu

## Muzea szkół wyższych i instytucji naukowych
Do muzeów szkół wyższych, jednostek PAN i instytutów naukowo-badawczych należą;
- Muzeum Uniwersytetu im. Adama Mickiewicza w Poznaniu
- Muzeum Ziemi Wydziału Nauk Geograficznych i Geologicznych UAM w Poznaniu
- Zbiory przyrodnicze Wydziału Biologii UAM
- Muzeum Uniwersytetu Medycznego im. Karola Marcinkowskiego w Poznaniu
- Muzeum Katedry i Zakładu Medycyny Sądowej Uniwersytetu Medycznego w Poznaniu
- Muzeum Uniwersytetu Przyrodniczego w Poznaniu
- Muzeum Wiedzy o Środowisku w Poznaniu (Zakład Badań Środowiska Rolniczego i Leśnego PAN)
- Gabinet Krzysztofa Skubiszewskiego

## Inne placówki o charakterze muzealnym
Do innych placówek o charakterze muzealnym należą:
- Brama Poznania ICHOT
- Salon Muzyczny-Muzeum Feliksa Nowowiejskiego w Poznaniu
- Izba Pamięci Oddziału Regionalnego PKP w Poznaniu
- Muzeum Farmacji Wielkopolskiej Okręgowej Izby Aptekarskiej
- Muzeum Policji
- Muzeum Komunikacji Miejskiej
- Makieta Dawnego Poznania
- Muzeum Unitry
- Rogalowe Muzeum Poznania
- Muzeum Instrumentów i Przyrządów Geodezyjnych im. Bolesława Indyka w Poznaniu
- Muzeum Historii Zoo i Lwa

## Placówki nieistniejące
- Zbiory Sprzętu Ratownictwa Kolejowego (przeniesione do Parowozowni Wolsztyn)
- Muzeum Motoryzacji (zawiesiło działalność)